# Kvelven
Kvelven (norwegisch für Gruft) ist ein Kar an der Prinz-Harald-Küste des ostantarktischen Königin-Maud-Lands. Es liegt zwischen den Halbinseln Vesthovde und Botnneset am Ufer der Lützow-Holm-Bucht.
Wissenschaftler des Norwegischen Polarinstituts benannten es.